# Ейден Аслін
Ейден Аслін (англ. Aiden Aslin)— британо-український нині український морський піхотинець, який раніше воював у складі курдських Загонів народної оборони (YPG) у Рожаві, на півночі Сирії. У 2018 році їздив Україною та вступив до Збройних Сил України. У квітні 2022 року він був захоплений російськими військами в оточеному місті Маріуполь під час російського вторгнення в Україну.

## Молодість і військова служба
Народився 7 січня 1994. Мешкав в місті Ньюарк-он-Тренті, графство Ноттінгемшир і працював доглядачем 

### Сирія (Рожава)
У квітні 2015 року він поїхав до Сирії, де провів приблизно 10 місяців у YPG, перш ніж повернутись 3 лютого 2016 року, і був заарештований після прибуття. Під час свого першого туру Аслін служив у Тель-Абіаді та обороняв Аль-Хасаку, під час чого була досягнута угода, яка дозволила проурядовим силам здати свої позиції; він також брав участь у наступі на Ісламську державу в 2015 році.

### Україна
У 2018 році Аслін приєднався до українських військових, а після російського вторгнення захищав місто Маріуполь. 12 квітня 2022 року Аслін оголосив у Twitter, що у нього «не було іншого вибору, окрім як здатися російським силам» у Маріуполі після того, як у його підрозділу, як повідомляється, закінчилися боєприпаси, і він не зміг втекти з міста. 14 квітня, перебуваючи в російському полоні, він знявся на відео в наручниках і, здавалося, був побитий, оскільки він мав травму голови, опухлі руки і невиразно висловлювався. На відео, знятому незадовго до того, як його захопили російські війська, The Telegraph повідомив, що у нього не було травми голови. 18 квітня Аслін взяв інтерв'ю у полоні британський експат Грем Філліпс, якого часто звинувачували в проросійських поглядах і забороняли в'їзд в Україну. Британський адвокат Джефрі Робертсон заявив, що інтерв'ю може бути порушенням міжнародного права, заявивши, що «примусовий допит військовополонених з пропагандистськими цілями суперечить Женевським конвенціям».
Асліна звинувачують у тому, що він найманець (особа, яка воює в іноземних збройних силах заради фінансової вигоди), і як такий не захищений Женевськими конвенціями, які забезпечують захист військовополонених , але не найманців. Проте, як військовослужбовець регулярних українських збройних сил, він не відповідає законодавчому визначенню найманця.
Занепокоєння щодо лікування Асліна висловив у британському парламенті під час запитань прем'єр-міністру Роберт Джеррік, депутат від його рідного міста Ньюарк.
30 квітня прокурор ОРДО заявив, що Аслін був найманцем і йому може загрожувати смертна кара за нібито злочини проти республіки.
6 червня 2022 року підтримувані Росією сепаратисти оголосили проти Асліна чотири кримінальні звинувачення, оголосивши йому смертну кару .
7 червня 2022 року він визнав себе винним у навчанні з метою здійснення терористичної діяльності та не визнав себе винним в участі найманця у збройному конфлікті чи бойових діях.
9 червня російські ЗМІ повідомили, що Аслін був засуджений до смертної кари Верховним судом самопроголошеної Донецької Народної Республіки разом із Шоном Піннером і громадянином Мароко. Злочином стало найманство та «вчинення дій, спрямованих на захоплення влади та повалення конституційного ладу ДНР».
21 вересня відбувся обмін 215 українських військовополонених з Азовсталі поміж котрих був звільнений і Аслін. Аслін після обміну прибув до Саудівської Аравії .
Після повернення до Британії Ейден написав книгу  "Putin's Prisoner. My Time as a Prisoner of War in Ukraine" (В’язень путіна) ISBN 9780857505309 . 
В 2023 після того як виготовив нові документи він повернувся в Україну і знову долучився до оборони України в складі Міжнародного легіону при ГУР МО України. Брав участь битві за Авдіївку . 
Ейдан вивчає українську мову і планує отримати українське громадянство та оселитися в Києві . 

## Особисте життя
Наречена Асліна — українка.